# BMC ADO17
Der Projektname BMC ADO17 bezeichnet eine Modellfamilie des britischen Automobilherstellers British Motor Corporation (BMC), die von 1964 bis 1975 im Wege des Badge Engineering unter den Konzernmarken Austin, Morris und Wolseley angeboten wurde. Weltweit leiteten einige BMC-Töchter eigene Modelle von dieser Konstruktion ab. Die ADO17-Modelle werden im englischen Sprachraum wegen ihrer außergewöhnlichen Karosserie landläufig als Landcrab (Landkrabbe) bezeichnet. Sie gehörten zu den fortschrittlichsten Mitteklassemodellen ihrer Zeit, waren aber kommerziell nicht erfolgreich.

## Entwicklungsgeschichte

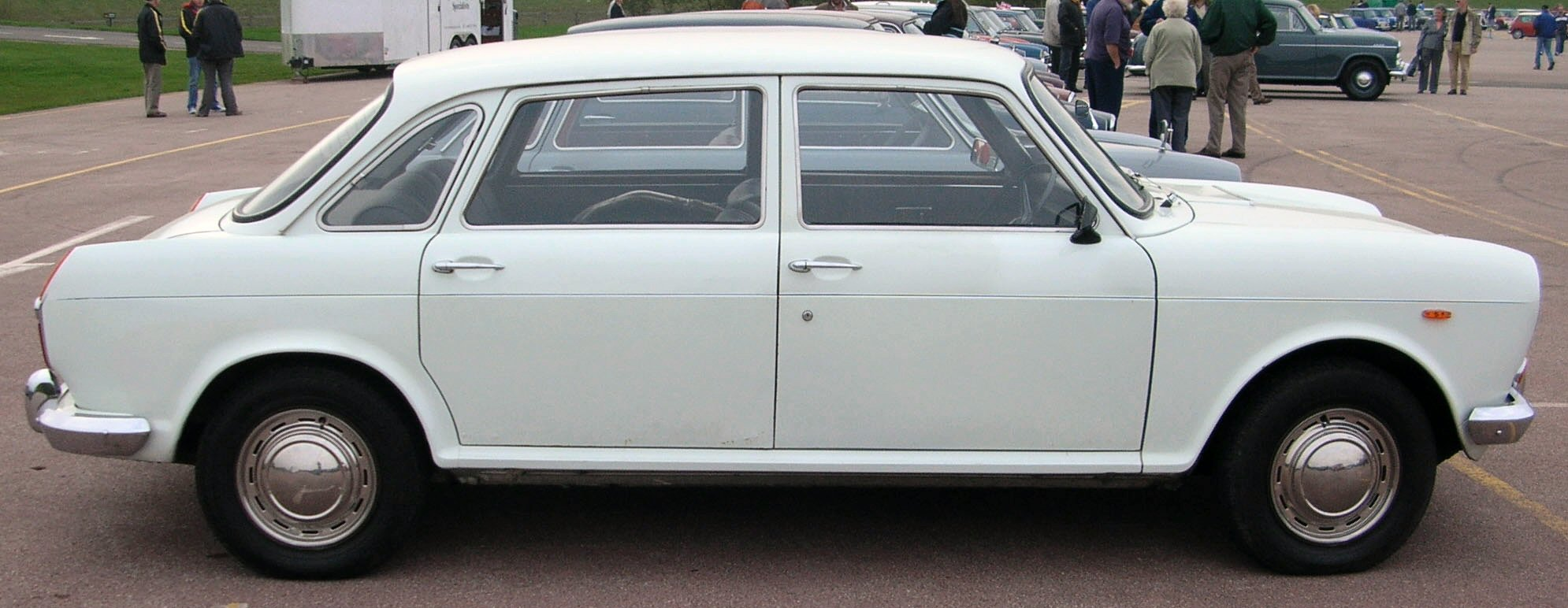
Langer Radstand, kurze Überhänge: ADO17 (Austin 1800)

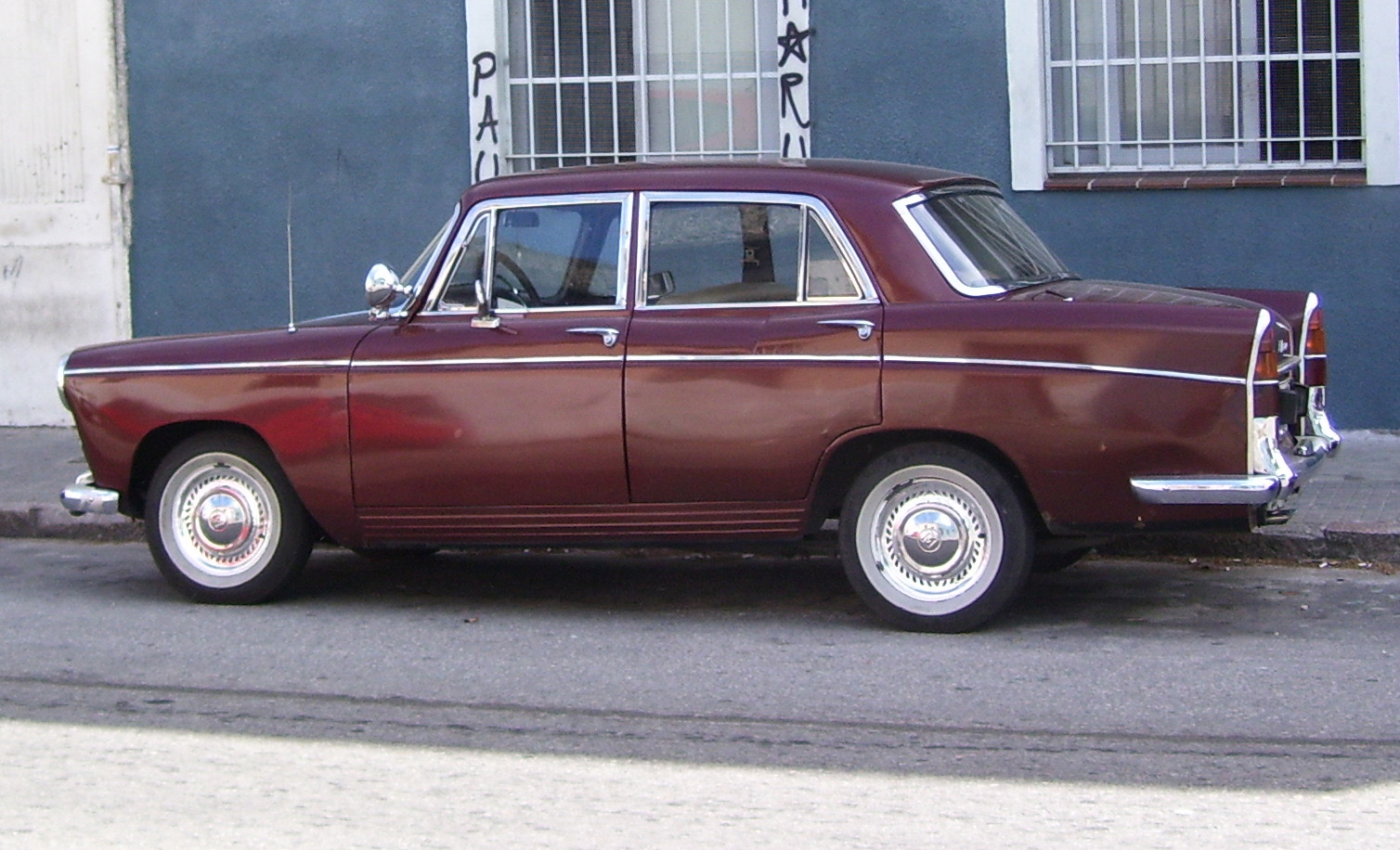
Blieb parallel in Produktion: Der preiswertere ADO38 (Morris Oxford VI)

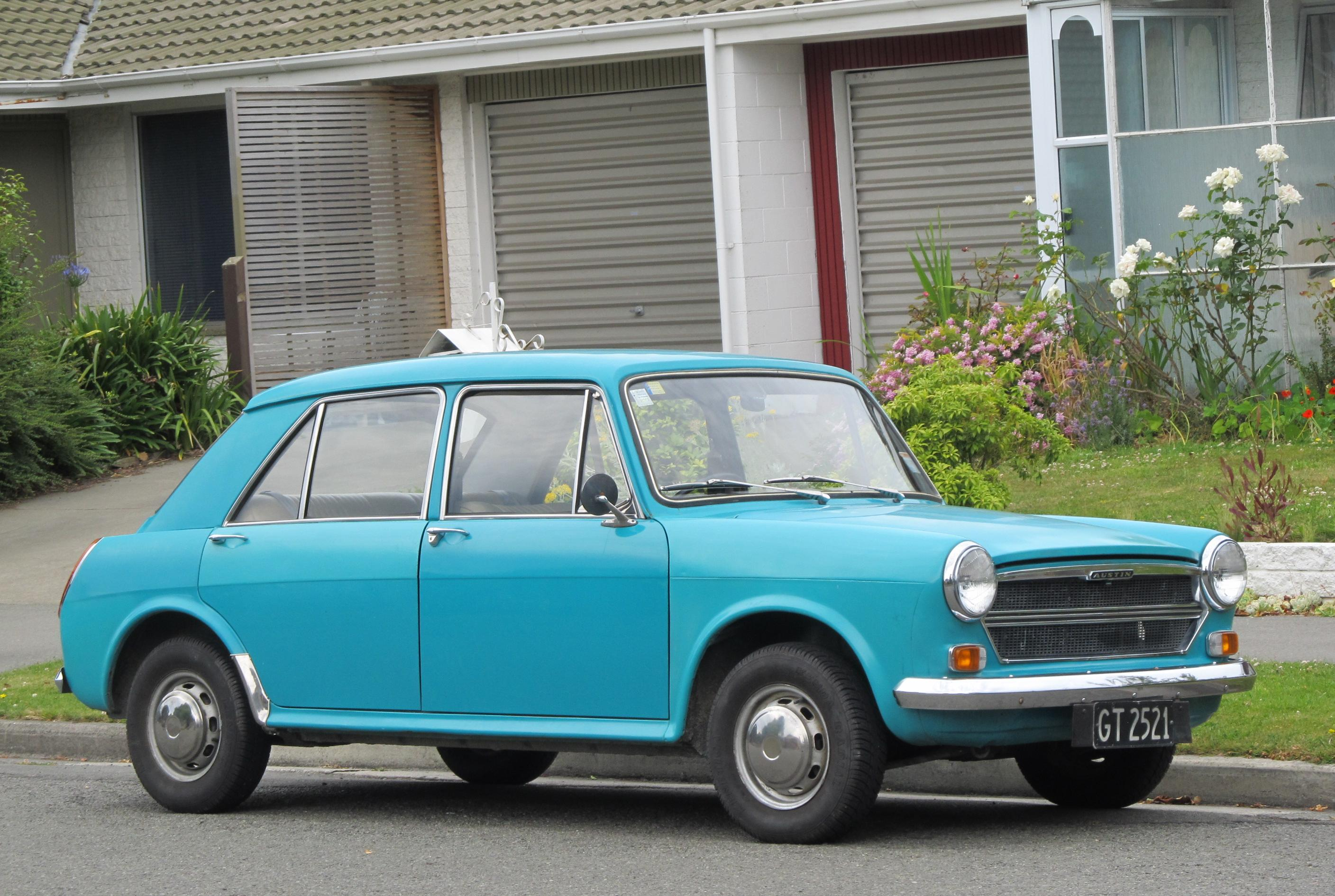
Vergleichbares Karosseriekonzept: Der kleinere ADO16 (Austin 1100)

BMC hatte mit dem 1959 vorgestellten Kleinstwagen Mini (BMC ADO15) ein neuartiges Antriebs- und Raumkonzept in der Großserie etabliert: quergestellter Frontmotor, Frontantrieb und geringe Karosserieüberhänge. Grundlage waren die Bestrebungen des BMC-Ingenieurs Alec Issigonis, ein maximales Innenraumangebot bei minimalen Außenabmessungen zu erreichen. 1963 übertrug BMC diese von Issigonis entwickelten Merkmale auf die Kleinwagenfamilie ADO16. Zu dieser Zeit bestanden die Modelle der – nächsthöheren – Mittelklasse bei BMC noch aus konventionell gestalteten viertürigen Limousinen mit längs gestelltem Frontmotor, Hinterradantrieb und einer herkömmlichen Stufenheckkarosserie, die Pininfarina entworfen hatte.
Aufgrund des Erfolges des Mini entschied sich die Unternehmensleitung noch 1959 dazu, die werksintern BMC ADO38 und landläufig Farina Saloons genannten Mittelklassemodelle Mitte der 1960er-Jahre durch Neukonstruktionen zu ersetzen, die ihrerseits dem Issigonis-Konzept folgten. Diese Weichenstellung führte dazu, dass BMC erstmals seit dem Ende des Zweiten Weltkriegs ein völlig neues Mittelklassemodell entwickelte, das nicht nur eine bloße Aktualisierung seines Vorgängers war. Die Entwicklung begann 1958 als Projekt XC9001 und erhielt bald die werksinterne Bezeichnung ADO17. Stilistisch folgte aus dem Issognis-Konzept, zu dem möglichst knappe Karosserieüberhänge gehörten, ein für die Mittelklasse sehr langer Radstand von 2690 mm, der den des Vorgängers um 175 mm übertraf und fast das Niveau der in einer höheren Klasse angesiedelten Modelle Austin Westminster bzw. Vanden Plas Princess 3 Litre erreichte. Da der ADO17 anderseits fast 250 mm kürzer war als sein konventionell gestalteter Vorgänger, ergaben sich außergewöhnliche Proportionen des Aufbaus.

## Modellpflege
Die öffentliche Vorstellung des ADO17 erfolgte im Oktober 1964. Das Auto wurde anfänglich nur als Austin verkauft, dessen Modellbezeichnung 1800 sich auf den Hubraum des einzigen lieferbaren Motors bezog. Erst eineinhalb Jahre später erschien eine technisch und äußerlich identische Version von Morris, die ebenfalls die Modellbezeichnung 1800 trug. Im März 1967 kam schließlich eine hochwertig ausgestattete Version von Wolseley hinzu. In den folgenden Jahren wurden die Modelle zweimal überarbeitet; die einzelnen Baureihen werden als Serie 1, 2 und 3 bezeichnet. Mit der dritten Serie wurde schließlich eine Sechszylinderversion eingeführt, die die Bezeichnung 2200 (Austin und Morris) bzw. Six (Wolseley) erhielt.
Als der ADO17 auf dem britischen Markt erschien, war er breiter, schwerer, stärker und deutlich teurer als die ADO38-Modelle, die er eigentlich ersetzen sollte. Um keine Lücke zwischen dem kleinen ADO16 und dem neuen ADO17 entstehen zu lassen, setzte BMC die Produktion des veralteten ADO38 fort. Der ADO38 blieb bis 1971 im Programm. Vier Jahre später wurde die Fertigung des ADO17 eingestellt. Nachfolger war der keilförmig gestaltete ADO71, der anfänglich unter den gleichen Marken- und Modellbezeichnungen wie der ADO17 vertrieben wurde, bevor er die Bezeichnung Princess erhielt.

## Erfolglosigkeit
Das zuerst als Austin 1800 präsentierte Fahrzeug erhielt bei seiner Vorstellung aufgrund der fortschrittlichen Konzeption viel Lob von der Presse. 1965 war der Wagen Auto des Jahres in Europa. Anfängliche Planungen hatten vorgesehen, wöchentlich 4000 Exemplare des Fahrzeugs (gesamte ADO17-Reihe) zu produzieren, das hätte einen Jahresausstoß von etwa 200.000 Autos bedeutet und annähernd dem Niveau des ähnlich dimensionierten Ford Cortina entsprochen. Tatsächlich ließ sich nur etwa 20 Prozent davon realisieren. In elf Jahren entstanden insgesamt 221.000 Exemplare des Austin 1800 und des Schwestermodells 2200. Damit war der Austin die erfolgreichste Variante der ADO17-Baureihe. Der technisch und stilistisch identische Morris, der eineinhalb Jahre nach dem Austin auf den Markt kam, wurde nur 105.000 Mal gefertigt. Der mangelnde Erfolg des Modells führte dazu, dass BMC das Vorgängermodell Austin Cambridge, das der Austin 1800 eigentlich ablösen sollte, bis 1971 parallel im Programm behielt. BMC setzte jährlich allenfalls ein Fünftel der ursprünglich geplanten Fahrzeuge ab; nur selten wurde ein Jahresausstoß von 40.000 Autos erreicht. Im Hinblick auf diesen Misserfolg verzichtete das Unternehmen auf die Einführung weiterer ADO17-Varianten für die Marken MG und Riley.
Der Misserfolg des ADO17 wird üblicherweise damit erklärt, dass die Käufer von Mittelklassemodellen mit dem ungewöhnlichen Konzept, vor allem aber mit dem Design des Autos überfordert gewesen waren: Sie hätten das Auto „einfach nicht verstanden.“ Der ADO17 war 10 cm kürzer als der Ford Cortina, kostete aber 150 £ mehr. Zudem bestand der Eindruck, dass der Motor angesichts der geringen Fahrzeugabmessungen zu groß und damit zu teuer gewesen sei. Vielfach wird die Vermutung geäußert, dass der ADO17 mit dem 1,6-Liter-Motor des Vorgängers erfolgreicher gewesen wäre.
Ein weiterer Erklärungsansatz ist, dass mit dem ADO17 die erreichte Perfektion einer zweckmäßigen und gleichzeitig gutaussehenden Karosserie des ADO16 nicht erreicht worden sei, und zudem die naheliegende Chance der Umsetzung einer Vollheck-Bauweise verschenkt worden sei.

## Karosserie und Technik

### Karosserie

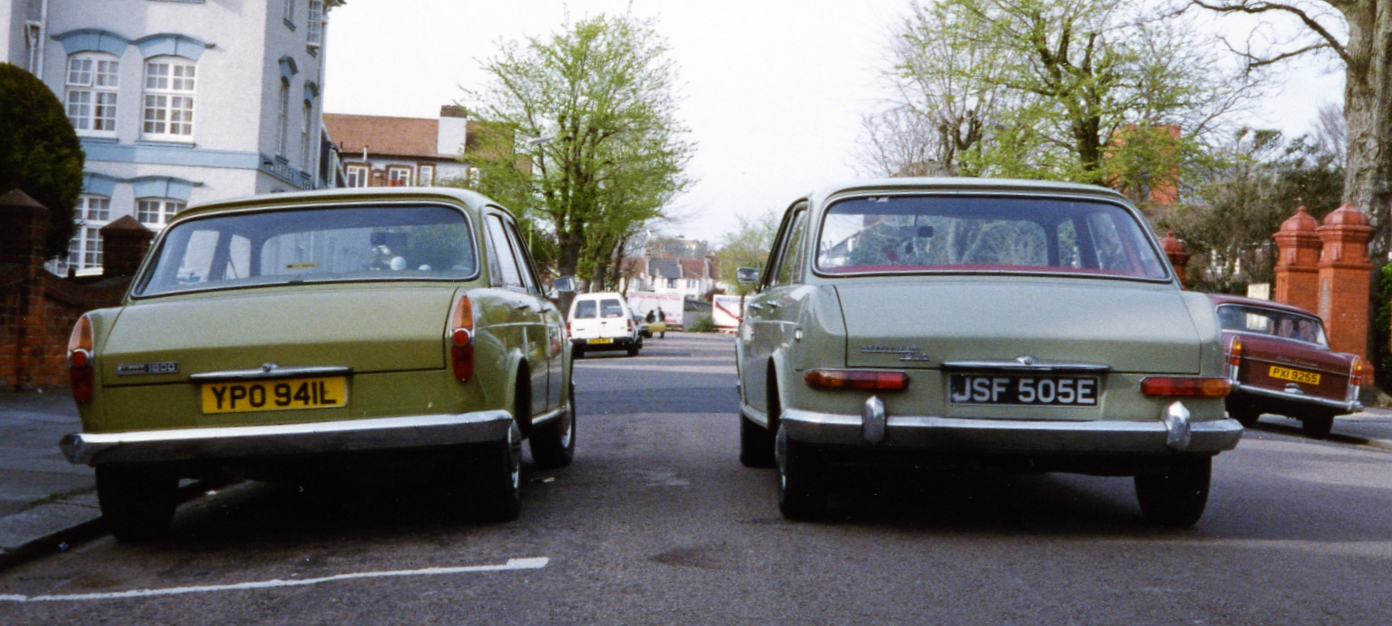
Unterschiedliche Heckpartien: Morris 1800 Serie 3 (links) und Serie 1 (rechts)

Das Issigonis-Konzept wurde beim ADO17 am konsequentesten umgesetzt: 70 % der Wagengrundfläche standen für Personen und Gepäck zur Verfügung (Mini: 64 %). Langer Radstand und breite Spur erforderten einen besonders steifen Wagenkörper. Dieser wurde unter anderem durch einen (bei Frontantrieb eigentlich nicht erforderlichen) Mitteltunnel und vorwiegend 1 mm starke Karosseriebleche erreicht, jedoch ergab sich daraus auch ein überdurchschnittliches Leergewicht.
Die Karosserie des ADO17 wurde maßgeblich von den BMC-Designern entwickelt. BMC konsultierte während des Entwicklungsprozesses regelmäßig das italienische Designstudio Pininfarina. Der Einfluss Pininfarinas auf das Gesamtkonzept war allerdings gering. Die Fahrgastzelle und die Heckpartie des ADO17 folgten nahezu vollständig britischen Entwürfen. Pininfarinas Beitrag beschränkte sich auf die Frontpartie, d. h. die Kotflügel, die Leuchten und den Kühlergrill. Ein besonderes Designmerkmal des ADO17 war neben seinem langen Radstand die großflächig verglaste Fahrgastzelle. Der ADO17 hatte sehr dünne Fahrzeugsäulen. Abweichend von den ersten Planungen war auch der Raum zwischen den hinteren Türen und der D-Säule verglast. Die D-Säule fußte hinter der Hinterachslinie. Daran schloss sich ein sehr kurzer Kofferraum mit angedeutetem Stufenheck an, der in der Literatur gelegentlich als Stummelheck bezeichnet wird.
Stilistisch blieb die Karosserie während der gesamten Bauzeit im Wesentlichen unverändert, wobei die Ausführung als Wolseley eine andere Frontpartie hatte. Äußerliche Unterscheidungsmerkmale des Austin bzw. Morris Mark II zum bisherigen Typ waren ab 1968 das Kühlergrill und die Heckpartie mit prägenden Linien und vertikalen statt horizontalen Rückleuchten.

### Motorisierung

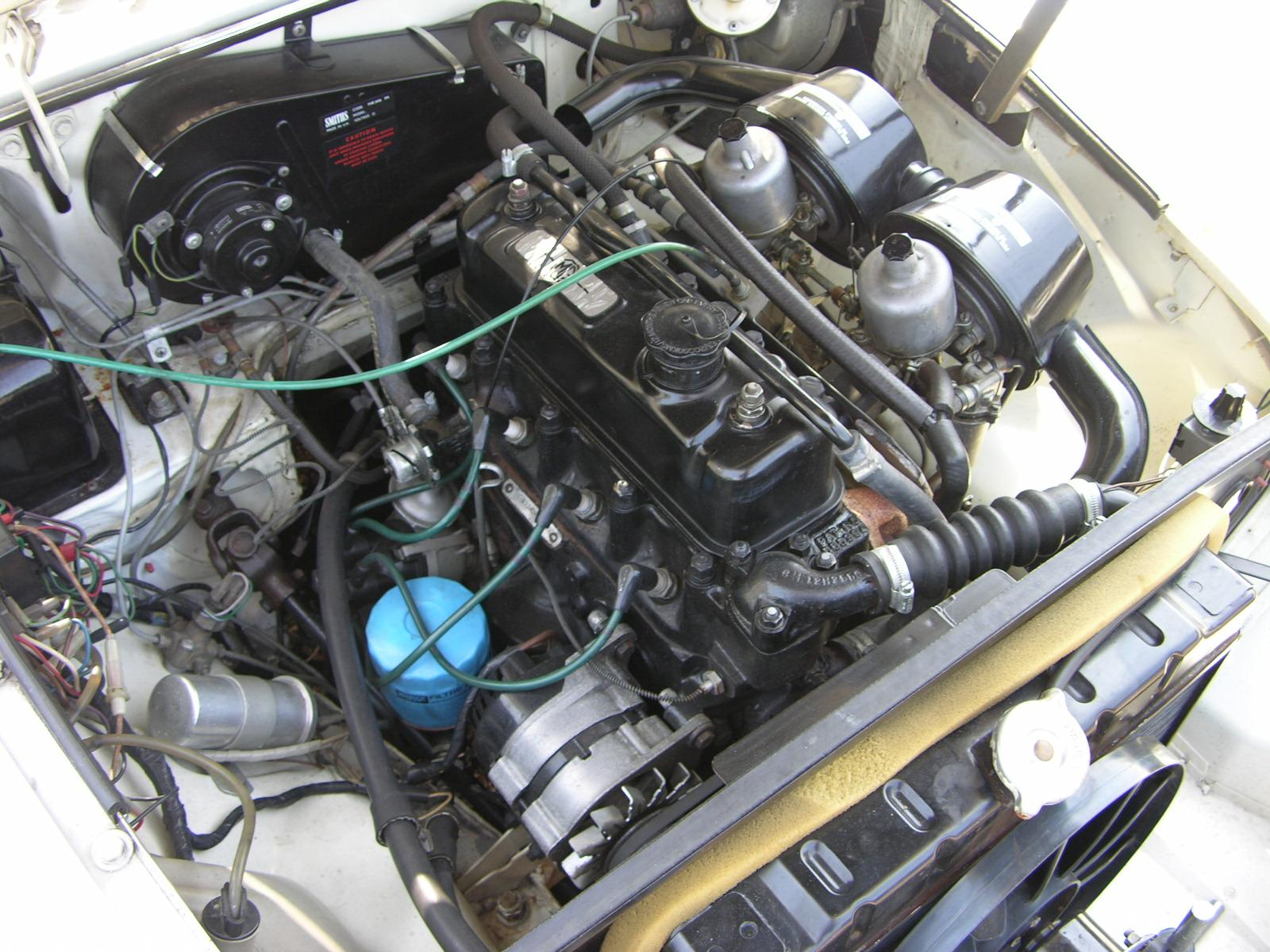
1,8-Liter-Version des BMC B-series Vierzylindermotors

Serienmäßige Motorisierung war ein Vierzylinder-Ottomotor aus der sogenannten BMC B-series engine. Dieser seit 1953 gefertigte Motor war bereits bei den Vorgängermodellen eingesetzt worden und hatte dort einen Hubraum von 1,5 (ADO9) bzw. 1,6 Litern (ADO38) gehabt. Im ADO17 kam eine auf 1,8 Liter (1798 cm³ Hubraum) vergrößerte Version zum Einsatz, die anfänglich für den Sportwagen MGB entwickelt worden war. Für den Einsatz im ADO17 wurde der Motor allerdings in Details überarbeitet. Anders als im MGB, hatte er nun eine fünffach gelagerte Kurbelwelle, die Bohrung wuchs von 76,2 (1,6 Liter) auf 80,2 mm, der Hub betrug unverändert 89 mm. Serienmäßig war der Motor mit einem Einfachvergaser ausgerüstet. In der Serie 1 leistete der Motor 84 bhp (62 kW). Mit ihm erreichte der Wagen eine Höchstgeschwindigkeit von 143 km/h.
1968 erschien die Weiterentwicklung Mark II. Der Motor erhielt einen neuen Zylinderkopf, größere Einlassventile und wurde höher verdichtet (9 statt 8,4). Dadurch vergrößerte sich die Leistung (DIN) von 78 auf 83 PS/61 kW (86 bhp). Gleichzeitig lag das unveränderte maximale Drehmoment jedoch erst bei 3000/min statt bisher 2100/min an. Die Höchstgeschwindigkeit stieg auf 149 km/h.
Ein Jahr später wurde zusätzlich der Austin 1800 S (und seine Entsprechung Morris 1800 Mk II S) mit 96 bhp (70,5 kW) und 159 km/h Höchstgeschwindigkeit angeboten. 1972 erschien schließlich der 1800 Mk III, der das Modell Mk II ersetzte. Mit 87 bhp (64 kW) erreichte er eine Höchstgeschwindigkeit von 146 km/h.
Ab 1972 war wahlweise (Austin und Morris) bzw. ausschließlich (Wolseley) ein Sechszylindermotor der E-Serie erhältlich. Er leistete 106 bhp (78 kW).

### Antrieb und Fahrwerk
Wie beim Mini und ADO16 zählte zu den fortschrittlichen Merkmalen des ADO17 der Frontantrieb mit quer eingebautem Motor und darunterliegendem Getriebe. Der Kühler stand auf der linken Seite längs zur Fahrtrichtung. Die gesamte Antriebseinheit fand vor der Vorderachse Platz. Es gab – anders als bei Mini und ADO16 – keinen Hilfsrahmen mehr, was unkontrollierte Eigenbewegungen gegenüber der Karosserie ausschloss. Stattdessen war das Triebwerk an drei Punkten elastisch gelagert, sogar der Schalthebel besaß keine starre Verbindung zum Getriebe. Der Wagen hatte rundum Einzelradaufhängung, mit Doppelquerlenkerachse vorn und Längslenkerachse hinten. Die Federelemente der Hydrolastic-Federung waren liegend eingebaut, vorn oben quer hinter dem Motor und hinten längs. Zu den technischen Neuerungen zählte ein Bremskraftregler. Mit dem Mark II wurde 1968 der Kraftaufwand zur Lenkung durch eine geänderte Lenkgeometrie verringert, wahlweise (beim Wolseley serienmäßig) gab es außerdem eine Lenkhilfe. Die Räder wurden von 13 auf 14 Zoll vergrößert.

## Die einzelnen Versionen des ADO17

### Britische Modellversionen

#### Austin 1800 und 2200

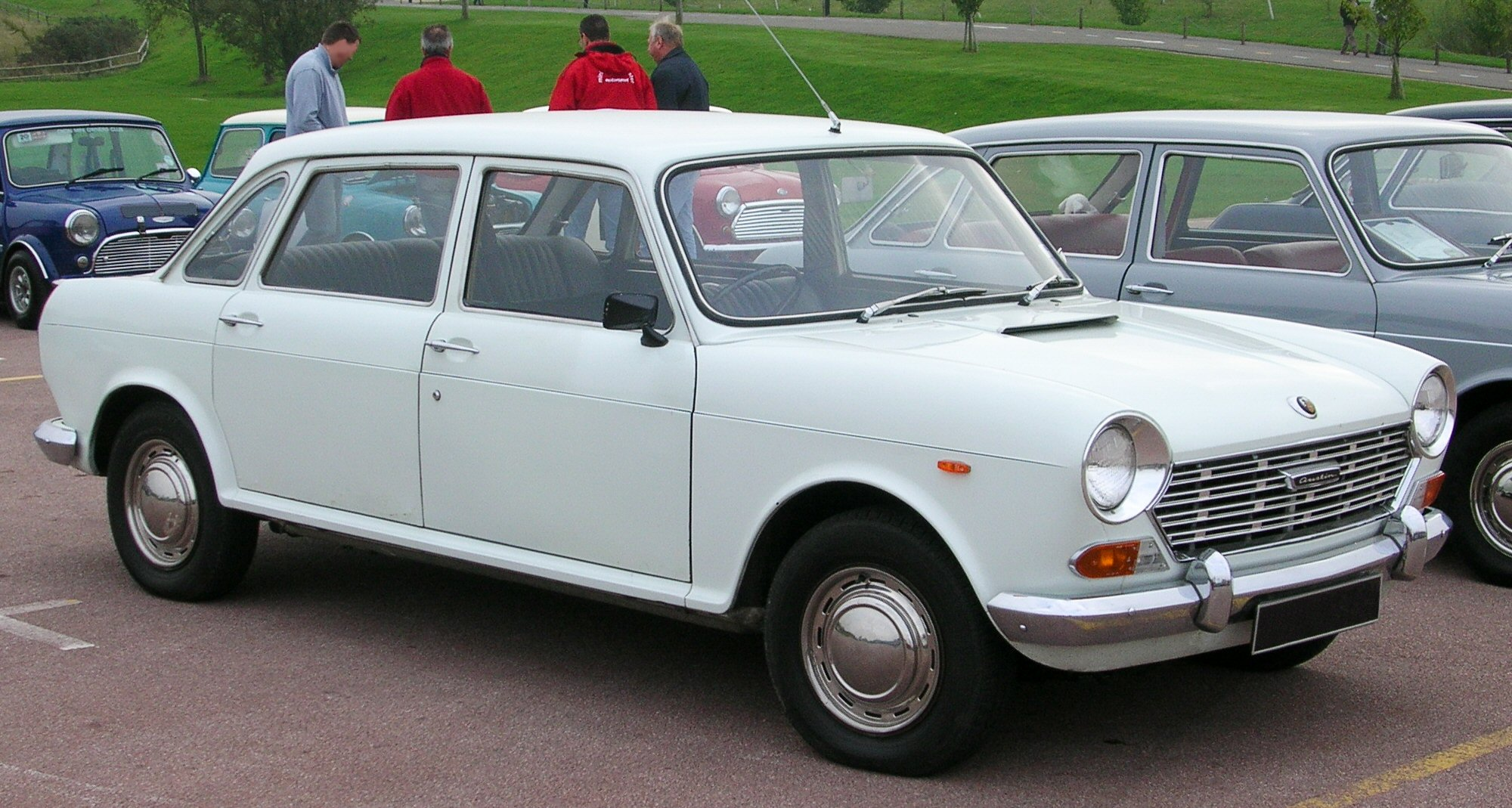
Austin 1800 (1969)

Der Austin war die erste Version des ADO17. Sie kam im Herbst 1964 auf den Markt. Mit der Weiterentwicklung des Modells zur Serie 2 im Sommer 1968 kam eine sportliche Version mit der Bezeichnung 1800S hinzu, die mit 70,5 KW eine Höchstgeschwindigkeit von 159 km/h erreichte. Der Austin 1800 war die erfolgreichste Version des ADO17. Zusammen mit dem 2200, der 1972 auf den Markt kam, entstanden über 200.000 Exemplare. Das Nachfolgemodell der Modellfamilie ADO71 übernahm zunächst die Bezeichnungen Austin 1800 und 2200.

#### Morris 1800 und 2200
Eineinhalb Jahre nach dem Austin 1800 erschien der Morris 1800, der technisch und stilistisch bis auf geringfügige Abweichungen mit dem Austin identisch war. Er wurde im Vereinigten Königreich über ein eigenständiges Händlernetz vertrieben.

#### Wolseley 18/85 und Six

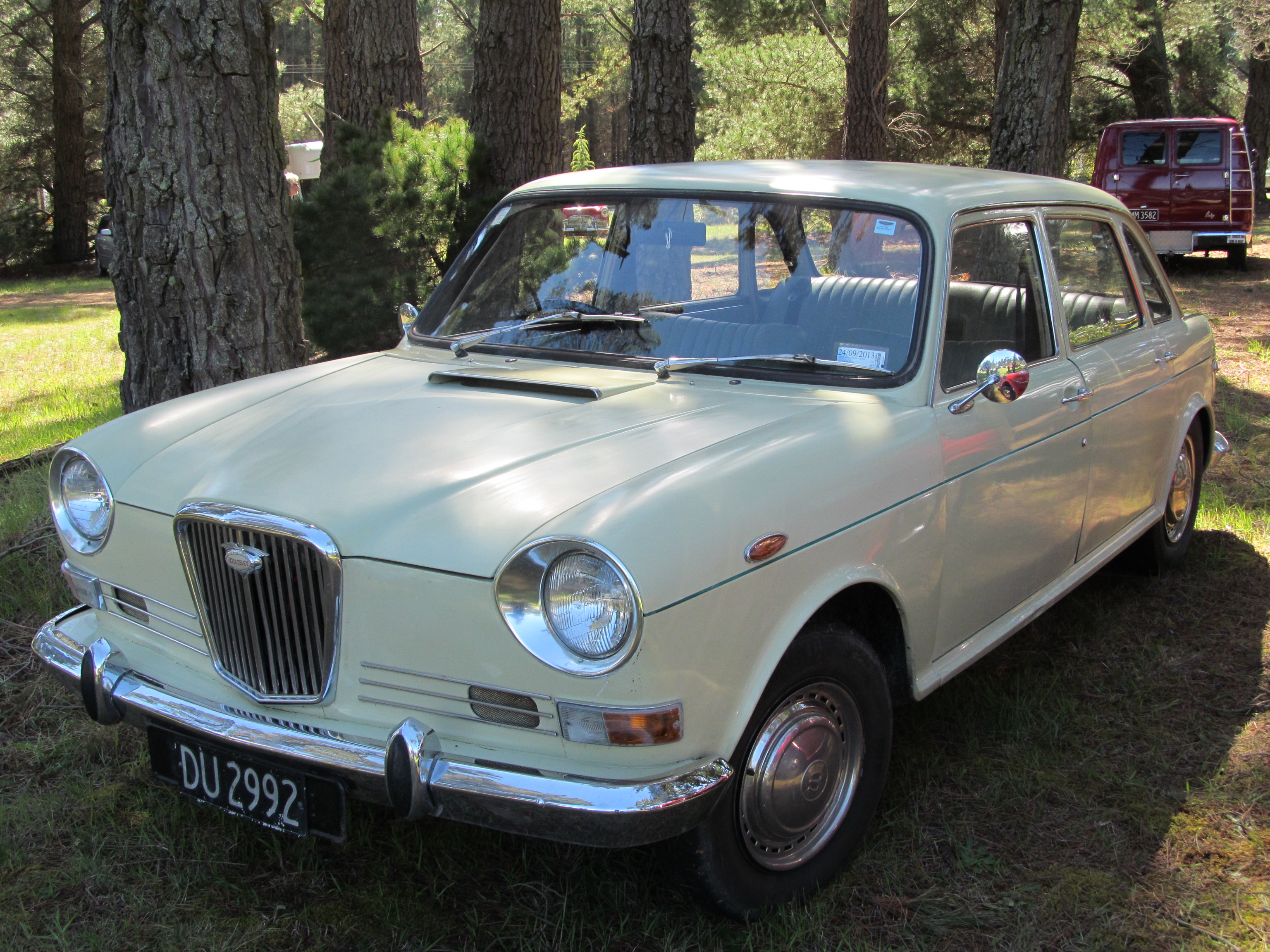
Wolseley 18/85

Die dritte Version des ADO17 war der 1967 vorgestellte Wolseley 18/85. Mit dieser Nomenklatur griff BMC eine Bezeichnung auf, die zuvor bereits für ein von 1938 bis 1948 gefertigtes Wolseley-Modell verwendet worden war. Der Wolseley war das hochwertigste und teuerste Mitglied der Modellfamilie. Während die Austin- und Morris-Modelle äußerlich nahezu identisch waren, hatte der Wolseley eine eigenständige Frontpartie, die einen nach traditionellen Vorbildern geformten Kühlergrill trug, in den – wie bei Wolseley üblich – ein beleuchtetes Markenemblem eingelassen war. Zur Ausstattung zählte unter anderem eine neu konstruierte Servolenkung, eine wahlweise erhältliche Getriebeautomatik (Borg-Warner-Aggregat) und eine um 5 PS gesteigerte Motorleistung. Als 1972 der 2,2 Liter große Sechszylindermotor eingeführt wurde, erhielt auch Wolseley eine mit diesem Motor ausgestattete Version. Dieses Modell trug die Bezeichnung Wolseley Six. Anders als bei Austin und Morris, entfiel zeitgleich die Vierzylinderversion.

### Exportmärkte
Auf einigen Exportmärkten erhielten die in Großbritannien hergestellten Fahrzeuge abweichende Bezeichnungen. In Belgien und in den Niederlanden wurde der Austin 1800 als Austin Balanza bezeichnet, in Australien als Austin Freeway und Dänemark als Austin Windsor (1964 bis 1966). Letzter wurde ab 1966 durch den Morris 1800 ersetzt, der in Dänemark die Verkaufsbezeichnung Morris Monaco erhielt.

## Produktion
| Produktionszahlen BLMC ADO17 | Produktionszahlen BLMC ADO17 | Produktionszahlen BLMC ADO17 | Produktionszahlen BLMC ADO17 | Produktionszahlen BLMC ADO17 | Produktionszahlen BLMC ADO17 | Produktionszahlen BLMC ADO17 |
| ---------------------------- | ---------------------------- | ---------------------------- | ---------------------------- | ---------------------------- | ---------------------------- | ---------------------------- |
| Marke                        | Austin                       | Austin                       | Morris                       | Morris                       | Wolseley                     | Wolseley                     |
| Modell                       | 1800                         | 2200                         | 1800                         | 2200                         | 18/85                        | Six                          |
| Bauzeit                      | 1964–1975                    | 1972–1975                    | 1966–1975                    | 1972–1975                    | 1967–1972                    | 1972–1975                    |
| Stückzahl                    | 221.000                      | 221.000                      | 105.000                      | 105.000                      | 35.597                       | 25.214                       |

## Verwandte Automobile

### BMC und BLMC
Austin 3-litre (1967–1972)
Für den 3-litre wurden Teile der Passagierzelle (und die Türen!) verwendet, die Bodengruppe war neu entwickelt. Der längs eingebaute Sechszylinder-Ottomotor trieb die Hinterräder an. Der Wagen hatte einen größeren Kofferraum und bessere Ausstattung. Mit einem Neupreis von £ 1500 war der 3-litre knapp doppelt so teuer. Von diesem Typ wurden 9992 Exemplare gebaut.
Austin Maxi (1969–1981)
Mit dem Maxi entstand ein weiteres Pkw-Modell mit den Türen des Austin 1800. Er hatte eine kürzere Karosserie mit Schrägheck und großer Heckklappe.
Austin Kimberley und Tasman (1970–1973)
waren in Australien konstruierte Weiterentwicklungen des ADO17 mit verlängerter Front- und Heckpartie und dem Sechszylinder-Motor des späteren Austin 2200.

### Panther De Ville
Die Fahrgastzelle und Teile der auffälligen Türen des ADO 17 wurden für die viertürige Version des von 1974 bis 1985 hergestellten Neoklassikers Panther De Ville verwendet.

### Rolls-Royce Rangoon
Anfang der 1960er-Jahre war der ADO 17 Bestandteil eines gemeinsamen Entwicklungsprojekts von BMC und Rolls-Royce. Der britische Luxuswagenhersteller verwendete die Fahrgastzelle des ADO 17 für einen 1963 entwickelten „kleinen Rolls-Royce“, der unterhalb des Silver Cloud angesiedelt war. Das Modell erhielt die Bezeichnung Rolls-Royce Rangoon, das Schwestermodell von Bentley wurde als Bengal bezeichnet. Zu einer Serienfertigung kam es nicht.